# Titularbistum Baris in Pisidia
Baris in Pisidia (ital.: Baris di Pisidia) ist ein Titularbistum der römisch-katholischen Kirche.
Es geht zurück auf einen früheren Bischofssitz in der gleichnamigen antiken Stadt, der römischen Provinz Pisidia bzw. Lycaonia im südlichen Türkei. Er gehörte der Kirchenprovinz Antiochia ad Pisidiam an.
| Titularbischöfe von Baris in Pisidia |                                 |                                                               |                   |                  |
| Nr.                                  | Name                            | Amt                                                           | von               | bis              |
| 1                                    | Alfred Bertram Leverman         | Weihbischof in Halifax (Kanada)                               | 24. April 1948    | 27. Juli 1953    |
| 2                                    | José de Almeida Batista Pereira | Weihbischof in Niterói (Brasilien)                            | 22. Dezember 1953 | 7. November 1955 |
| 3                                    | António Cardoso Cunha           | Weihbischof in Beja Koadjutorbischof von Vila Real (Portugal) | 9. März 1956      | 10. Januar 1967  |